# Germán Landazábal
Germán María Landazábal Galagarza (Araya, 11 de octubre de 1884 - Gualeguay, 20 de mayo de 1953) fue un compositor y pianista español afincado en Argentina.

## Biografía
Germán Landazábal nació en la pequeña villa alavesa de Araya, a los pies de los montes Aratz y Aitzgorri, siendo sus padres (Franciso y Salustiana) naturales de la cercana localidad de Salvatierra de Álava. Desde niño tenía gran interés por la música, eligiendo para sus juegos frecuentemente el acordeón, el txistu, la guitarra, la flauta, o cualquier instrumento del que pudiera disponer.
Su primera formación musical se la proporcionó el organista de Araia, pasando posteriormente a estudiar en Vitoria, capital de su provincia, con Juan Santiago Aramburu y Francisco Viñaspre. Este último le enseñó armonía. Germán tenía una estrecha relación con la familia Aramburu, entre los que se incluían los hijos de su profesor, los posteriormente también músicos Luis Aramburu y Enrique Aramburu.
Más adelante continuó su formación en el Conservatorio de Madrid, donde estudió durante ocho años y concluyó la carrera. Entre sus profesores allí estaban los maestros José Trago y Valentín Arín (1854-1912).
En el año 1923 emigró a Argentina, donde llevó una vida modesta como profesor de música y piano en la provincia de Entre Ríos.

## Reconocimientos
En la localidad de Salvatierra de Álava una asociación musical lleva su nombre.

## Obras (selección)
- Poema sinfónico: “En la cumbre de Altobizkar”.
- Operetas: “La Reina Margarita” y “La alegría del mundo”
- Composiciones para piano: “Allegro en fa sostenido mayor”, “Vals cromático”, “Nostalgia” y “Colombina”.
- Numerosas composiciones de música de cámara, para coros y para voz y piano.
- Arreglos para bandaː como Arriba Elcano[5]